# Lac Eunice
Pour les articles homonymes, voir Eunice.
Le lac Eunice (en anglais : Eunice Lake) est un lac américain dans le comté de Pierce, dans l'État de Washington. Il est situé à 1 633 mètres d'altitude au sein de la Mount Rainier Wilderness, dans le parc national du mont Rainier.